# Референдум про євро в Данії (2000)

Результати по номінаційному округу та виборчому округу.
Так:
50–55%
55–60%
60–65%
65–70%
Ні:
50–55%
55–60%
60–65%

28 вересня 2000 року в Данії відбувся референдум про приєднання до єврозони. Його відхилили 53,2 % виборців при явці 87,6 %.

## Передумови
2 червня 1992 року виборці Данії на референдумі відхилили Маастрихтський договір. 18 травня 1993 року Данія ратифікувала змінений договір відповідно до Единбурзької угоди. Це означало, що серед трьох інших територій Данія не буде частиною Європейського валютного союзу (ЄВС). У березні 2000 року, коли було введено євро, уряд Данії на чолі з Поулом Нірупом Расмуссеном, прихильником єдиної валюти, вирішив провести референдум щодо вступу Данії до валютного союзу. У травні 2000 року уряд вніс законопроєкт. Відповідно до законопроєкту, якщо результат референдуму буде на користь прийняття євро, Данія зможе приєднатися до зони євро з 1 січня 2002 року з євро як «букетними грошима». Банкноти та монети євро будуть введені з 1 січня 2004 року, після чого банкноти та монети в кронах будуть виведені з обігу.
Найбільші політичні партії, включаючи опозиційних лібералів і консерваторів, виступали за вступ до ЄВС. Так само були промисловий і банківський сектори та більшість профспілок. Лише одна національна газета (Ekstra Bladet) виступила проти ЄВС. П'ять політичних партій виступали проти ЄВС: дві праві (Данська народна партія та Партія прогресу), дві ліві (Соціалістична народна партія та Червоно-зелений альянс) і правоцентристська Християнська народна партія. Проте всі ці партії були відносно невеликими і на той час мали лише 39 зі 179 місць у парламенті).

## Кампанія
Згідно з опитуваннями, коли було призначено референдум, підтримка сторони «так» була трохи нижче 50 %, а сторони «ні» — трохи нижче 40 %. Однак громадська думка змінилася, і з червня 2000 року до референдуму у вересні всі опитування показали 15–20 відсотків тих, хто не визначився, і майже п'ятдесят на п'ятдесят розділилися між прихильниками ЄВС і скептиками.
Кілька подій послабили підтримку сторони «так»:
- Публікація піврічної доповіді Економічної ради Данії в травні, в якій зроблено висновок, що «економічні переваги, які можна отримати від членства в ЄВС, були невизначеними та малими, і що ЄВС найкраще можна описати як політичний проєкт». Цей звіт мав значний вплив на дебати та підривав наратив кампанії «Так» про те, що ЄВС є життєво важливим для економіки.
- Санкції ЄС щодо Австрії після формування урядової коаліції між консерватором Вольфгангом Шюсселем і Партією свободи Йорга Гайдера в Австрії були непопулярними в Данії та підірвали довіру як до ЄС, так і до прем'єр-міністра, який погодився на санкції. (Це широко розглядалося як невиправдане втручання в демократичний процес невеликої держави-члена).
- Євро впав у ціні на 25 % відносно долара США з моменту його впровадження в 1999 році, що викликало занепокоєння щодо його життєздатності.
- Прем'єр-міністр намагався стверджувати, що Данія може в односторонньому порядку вийти з євро, якщо захоче, але йому заперечила Європейська комісія, що знову підірвало його довіру.
- Керівник Центрального банку Данії Боділ Нібое-Андерсен заявив на телебаченні, що всупереч аргументам сторони «Так», представник Данії в Раді ЄЦБ не виступатиме як представник Данії.
- Виникли побоювання щодо остаточного впливу ЄВС на данську державу загального добробуту та пенсії, які прем'єр-міністр не міг заспокоїти.
- Принаймні частина голосів була просто проти уряду, який на той момент перебував при владі вісім років і був усунутий наступної осені 2001 року.

## Результати
| Вибір                      | Голосів   | %    |
| -------------------------- | --------- | ---- |
| За                         | 1 620 353 | 46,8 |
| Проти                      | 1 842 814 | 53,2 |
| Недійсні/пусті голоси      | 40 358    | —    |
| Усього                     | 3 503 525 | 100  |
| Зареєстровані виборці/явка | 3 999     | 87,6 |
| Джерело: Nohlen & Stöver   |           |      |

### По округу
| Копенгаген і муніципалітет Фредеріксберг | 169 154 | 201 263 | 446 155 | 376 291 |
| Округ Копенгаген                         | 188 824 | 207 026 | 450 043 | 399 864 |
| Графство Фредеріксборг                   | 120 627 | 117 546 | 269 775 | 240 562 |
| Графство Роскілле                        | 74 487  | 79 871  | 173 068 | 155 940 |
| Округ Західна Зеландія                   | 81 899  | 112 501 | 223     | 196 344 |
| Повіт Сторстрем                          | 73 936  | 100 523 | 200 123 | 176 294 |
| Округ Борнхольм                          | 11 662  | 16 752  | 33 747  | 28 845  |
| Повіт Фюн                                | 142 461 | 166 395 | 357 537 | 312 237 |
| Південна Ютландія                        | 78 914  | 83 912  | 187 254 | 164 610 |
| Округ Рібе                               | 68 533  | 74 856  | 165 339 | 144 953 |
| Повіт Вейле                              | 107 277 | 118 464 | 260 740 | 229 162 |
| Округ Рінгкйобінг                        | 88 400  | 86 837  | 202 362 | 177 280 |
| Округ Орхус                              | 202 714 | 213 946 | 479 278 | 421 747 |
| Графство Віборг                          | 71 856  | 79 198  | 175 053 | 152 902 |
| Північна Ютландія                        | 139 609 | 183 724 | 375 159 | 326 494 |
| Джерело: European Election Database      |         |         |         |         |